# Thomas Cup 1992
Die 17. Auflage des Thomas Cups, der Weltmeisterschaft für Herrenmannschaften im Badminton, fand gemeinsam mit dem Uber Cup 1992 im Mai 1992 statt. Sieger wurde das Team aus Malaysia, welches gegen Indonesien mit 3:2 gewann.

## Qualifikation

### Qualifikationsrunde 's-Hertogenbosch

#### 1. Runde

##### Gruppe A
- Schweiz –  Südafrika 4-1
- Schweiz –  Spanien 5-0
- Schweiz –  Peru 5-0
- Südafrika –  Spanien 5-0
- Südafrika –  Peru 4-1
- Spanien –  Peru 3-2

##### Gruppe B
- Iran –  Irland 3-2
- Iran –  Malta 5-0
- Iran –  Zypern 5-0
- Irland –  Malta 5-0
- Irland –  Zypern 5-0
- Malta –  Zypern 4-1

##### Gruppe C
- Vereinigte Staaten –  Wales 5-0
- Vereinigte Staaten –  Mauritius 5-0
- Vereinigte Staaten –  Italien 5-0
- Wales –  Mauritius 5-0
- Wales –  Italien 5-0
- Mauritius –  Italien 3-2

##### Gruppe D
- Österreich –  Jamaika 5-0
- Österreich –  Bulgarien 5-0
- Österreich –  Luxemburg 5-0
- Jamaika –  Bulgarien 3-2
- Jamaika –  Luxemburg 5-0
- Bulgarien –  Luxemburg 5-0

##### Gruppe E
- Norwegen –  Tschechoslowakei 4-1
- Norwegen –  Israel 5-0
- Norwegen –  Ungarn 5-0
- Tschechoslowakei –  Israel 5-0
- Tschechoslowakei –  Ungarn 5-0
- Israel –  Ungarn 3-2

##### Gruppe F
- Island –  Belgien 5-0
- Island –  Portugal 3-2
- Island –  Mexiko 5-0
- Frankreich –  Island 3-2
- Frankreich –  Portugal 4-1
- Frankreich –  Mexiko 4-1
- Belgien –  Frankreich 3-2
- Belgien –  Portugal 5-0
- Belgien –  Mexiko 4-1
- Portugal –  Mexiko 3-2

#### Halbfinalrunde

##### Gruppe W
- Schweden –  GUS 5-0
- Schweden –  Island 5-0
- Schweden –  Iran 5-0
- GUS –  Island 5-0
- GUS –  Iran 5-0
- Island –  Iran 3-2

##### Gruppe X
- England –  Schottland 5-0
- England –  Finnland 4-1
- England –  Norwegen 5-0
- Schottland –  Finnland 3-2
- Schottland –  Norwegen 4-1
- Finnland –  Norwegen 4-1

##### Gruppe Y
- Niederlande –  Deutschland 5-0
- Niederlande –  Vereinigte Staaten 3-2
- Niederlande –  Polen 4-1
- Deutschland –  Vereinigte Staaten 4-1
- Deutschland –  Polen 4-1
- Vereinigte Staaten –  Polen 4-1

##### Gruppe Z
- Dänemark –  Kanada 5-0
- Dänemark –  Österreich 5-0
- Dänemark –  Schweiz 5-0
- Kanada –  Österreich 4-1
- Kanada –  Schweiz 5-0
- Österreich –  Schweiz 4-1

#### Halbfinale
- Dänemark –  Niederlande 3-2
- Schweden –  England 4-1

#### Spiel um Platz 3
- England –  Niederlande 4-1

#### Finale
- Dänemark –  Schweden 5-0
- Dänemark,  Schweden und  England qualifiziert für das Finale

### Qualifikationsrunde Hongkong

#### 1. Runde

##### Gruppe A
- Indien –  Singapur 4-1
- Indien –  Pakistan 5-0
- Indien –  Philippinen 5-0
- Singapur –  Pakistan 5-0
- Singapur –  Philippinen 5-0
- Pakistan –  Philippinen 4-1

##### Gruppe B
- Neuseeland –  Macau 5-0
- Neuseeland –  Guatemala 5-0
- Macau –  Guatemala 3-2
- Nepal gemeldet, aber nicht gestartet

##### Gruppe C
- Hongkong –  Australien 3-2
- Hongkong –  Sri Lanka 3-2
- Hongkong –  Tansania 5-0
- Australien –  Sri Lanka 4-1
- Australien –  Tansania 5-0
- Sri Lanka –  Tansania 5-0

#### Halbfinalrunde

##### Gruppe X
- Indonesien –  Chinesisch Taipeh 5-0
- Indonesien - Japan 5-0
- Indonesien - Hongkong 5-0
- Chinesisch Taipeh –  Japan 4-1
- Chinesisch Taipeh –  Hongkong 3-2
- Japan –  Hongkong 3-2

##### Gruppe Y
- Südkorea –  Thailand 4-1
- Südkorea –  Indien 4-1
- Südkorea –  Neuseeland 5-0
- Thailand –  Indien 4-1
- Thailand –  Neuseeland 5-0
- Indien –  Neuseeland 5-0

#### Halbfinale
- Indonesien –  Thailand 5-0
- Südkorea –  Chinesisch Taipeh 5-0

#### Spiel um Platz 3
- Thailand –  Chinesisch Taipeh 4-1

#### Finale
- Indonesien –  Südkorea 5-0
- Indonesien,  Südkorea und  Thailand qualifiziert für das Finale

## Endrunde

### Gruppe A
| Team                | Pld | W | L |
| ------------------- | --- | - | - |
| Volksrepublik China | 3   | 3 | 0 |
| Indonesien          | 3   | 2 | 1 |
| Schweden            | 3   | 1 | 2 |
| Thailand            | 3   | 0 | 3 |

| Volksrepublik China | 5–0 | Indonesien |
| Volksrepublik China | 5–0 | Schweden   |
| Volksrepublik China | 5–0 | Thailand   |
| Indonesien          | 4–1 | Schweden   |
| Indonesien          | 4–1 | Thailand   |
| Schweden            | 3–2 | Thailand   |

### Gruppe B
| Team     | Pld | W | L |
| -------- | --- | - | - |
| Südkorea | 3   | 2 | 1 |
| Malaysia | 3   | 2 | 1 |
| England  | 3   | 1 | 2 |
| Dänemark | 3   | 1 | 2 |

| Südkorea | 3–2 | Malaysia |
| Südkorea | 4–1 | England  |
| Malaysia | 5–0 | Dänemark |
| Malaysia | 4–1 | England  |
| Dänemark | 3–2 | Südkorea |
| England  | 3–2 | Dänemark |

### K.-o.-Runde
|  | Halbfinale          | Halbfinale |          |            | Finale | Finale |
|  |                     |            |          |            |        |        |
|  |                     |            |          |            |        |        |
|  | Volksrepublik China | 2          |          |            |        |        |
|  | Malaysia            | 3          |          |            |        |        |
|  |                     |            | Malaysia | 3          |        |        |
|  |                     |            |          | Indonesien | 2      |        |
|  | Indonesien          | 5          |          |            |        |        |
|  | Südkorea            | 0          |          |            |        |        |
|  |                     |            |          |            |        |        |